# Suessenguthia
Suessenguthia, biljni rod iz porodice primogovki smješten u podtribus Trichantherinae, dio tribusa Ruellieae, potporodica Acanthoideae. Sastoji se od 8 vrsta drveća i grmova rasprostranjene po Peruu, Boliviji i sjevernom Brazilu (Amazonas, Acre) 

## Opis
Manje drveće ili grmovi. 

## Vrste
1. Suessenguthia barthleniana Schmidt-Leb.
2. Suessenguthia cuscoensis Wassh.
3. Suessenguthia koessleri Schmidt-Leb.
4. Suessenguthia multisetosa (Rusby) Wassh. & J.R.I.Wood ex Schmidt-Lebuhn
5. Suessenguthia trochilophila Merxm.; tip.
6. Suessenguthia vargasii Wassh.
7. Suessenguthia wallnoeferi Wassh.
8. Suessenguthia wenzelii Schmidt-Leb.